# گوووبیه
گوووبیه (به لاتین: Gołubie) یک روستا در لهستان است که در گمینا ستنژتسا (استان پومرانی) واقع شده‌است. گوووبیه ۷۵۵ نفر جمعیت دارد و ۱۷۰ متر بالاتر از سطح دریا واقع شده‌است.